# Mooste
Mooste è un comune rurale dell'Estonia sudorientale, nella contea di Põlvamaa. Il centro amministrativo è l'omonimo borgo (in estone alevik).

## Località
Oltre al capoluogo, il comune comprende 14 località (in estone küla):
Jaanimõisa - Kaaru - Kadaja - Kanassaare - Kastmekoja - Kauksi - Laho - Rasina - Säässaare - Säkna - Savimäe - Suurmetsa - Terepi - Viisli